# Індра
І́ндра (санскр. इन्द्र) — «володар», божество індуїстського пантеону бог-воїн Громовержець, цар богів, бог грози, локапал Сходу, заступник військової дружини. Один із братів-адітьїв. Переміг демона Врітру.

## Функції
Індра — древнє ведичне божество дощу, грому і блискавки. У Ведах Індра є царем усіх богів. У ранній ведичний період Індра був дуже могутнім божеством, його вважали заступником корів, жерців і навіть самих богів. У Ведах йому присвячено набагато більше гімнів, ніж іншим богам. Він «дощовик», або «зрошувач». Ім'я «Індра» походить від «інду», що значить «краплі дощу». Також, ім'я спільнокореневе зі словом "iндрія", що в перекладі "чуття", тому це вказує на його положення "господара чуттів" . Він аналогічний римському Юпітерові. Індра є царем зоряного неба (небес), богом грому і блискавки, а також природних стихій, під його командою знаходяться нижчі духи, він є охоронцем східної сторони світу, а також здійснює керівництво над небесними праведниками, що живуть на горі Меру, де він тішить богів амрітою і небесною музикою. «Він перебуває в небесному граді… де живуть Апсари, небесні танцівниці… Його дружина Індрані, і він сидять на слоні Айраваті».
У післяведичний період Індра втратив своє значення і став охоронцем східної сторони світу. У божественній ієрархії його положення нижче, ніж у божественної тріади Шива-Вішну-Брахма. Пізніше Індру почали називати господарем і володарем Сварги — небесного раю, куди вирушають душі загиблих у бою воїнів, основне ж заняття Індри — виявляти людські слабкості.
Хоча в Індії немає присвячених Індрі храмів, його ім'я постійне фігурує в текстах священних книг. Також зображення сидячого на слоні Індри можна зустріти в багатьох вішнуїтських храмах.

### Культ дощу
Популярність Індри як бога дощу може бути зрозуміла тільки в тропіках, де сонячний жар висушує рослинність, русла річок, озера, джерела і може залишити людей, рослин і худобу без їжі. Через недостачу води страждають усі — люди, тварини і природа в цілому, і тому усі призивають дощ життєдайну воду. У посуху люди звертаються з гімнами до бога дощу Індри, щоб він не дозволив їм померти від голодної смерті і перервав владу змієподібного демона Врітри, що утримує воду у своїх кільцях. Люди підносять Індрі його улюблений напій — сік Соми. Тоді блискавка, що асоціюється з Індрою, починає влучати своїми стрілами в демона Врітру, і Врітра реве від болю і рятується втечею, вода проливається вниз на висушену землю, і усі радіють — люди, тварини і рослини.

## Родинні зв'язки
Індра Вед є сином Батька Неба Дьяуса Пітао, і Матері Землі Прітгві і братом-близнюком Агні.

## Імена Індри
- Шатакрату (санскр. शतक्रतु) — «Той, Що Приніс 100 жертв»
- Шатаманью (санскр. शतमन्यु) — «Стогнівний»
- Шакра (санскр. शक्र) — «Могутній»
- Пурандара (санскр. पुरंदर) — «Руйнівник Твердинь»
- Магхава (санскр. मघवा) — «Щедрий»
- Махендра (санскр. महेन्द्र) — «Великий Індра»
- Ваджрабхарт — «Громовержець»
- Васава (санскр. वासव) — «Володар Благих», родове ім'я Індри.

## Іконографія
Індра зображувався як безпристрасний чоловік, що сидить верхи на білому слоні Айраваті, чий писок прикрашають чотири бивні. Він має чотири руки. В одній руці несе ваджру — блискавку, що вселяє жах, в іншій — мушлю (санкха), лук (дханус) і стріли, гак і сітку.

## Мережа Індри

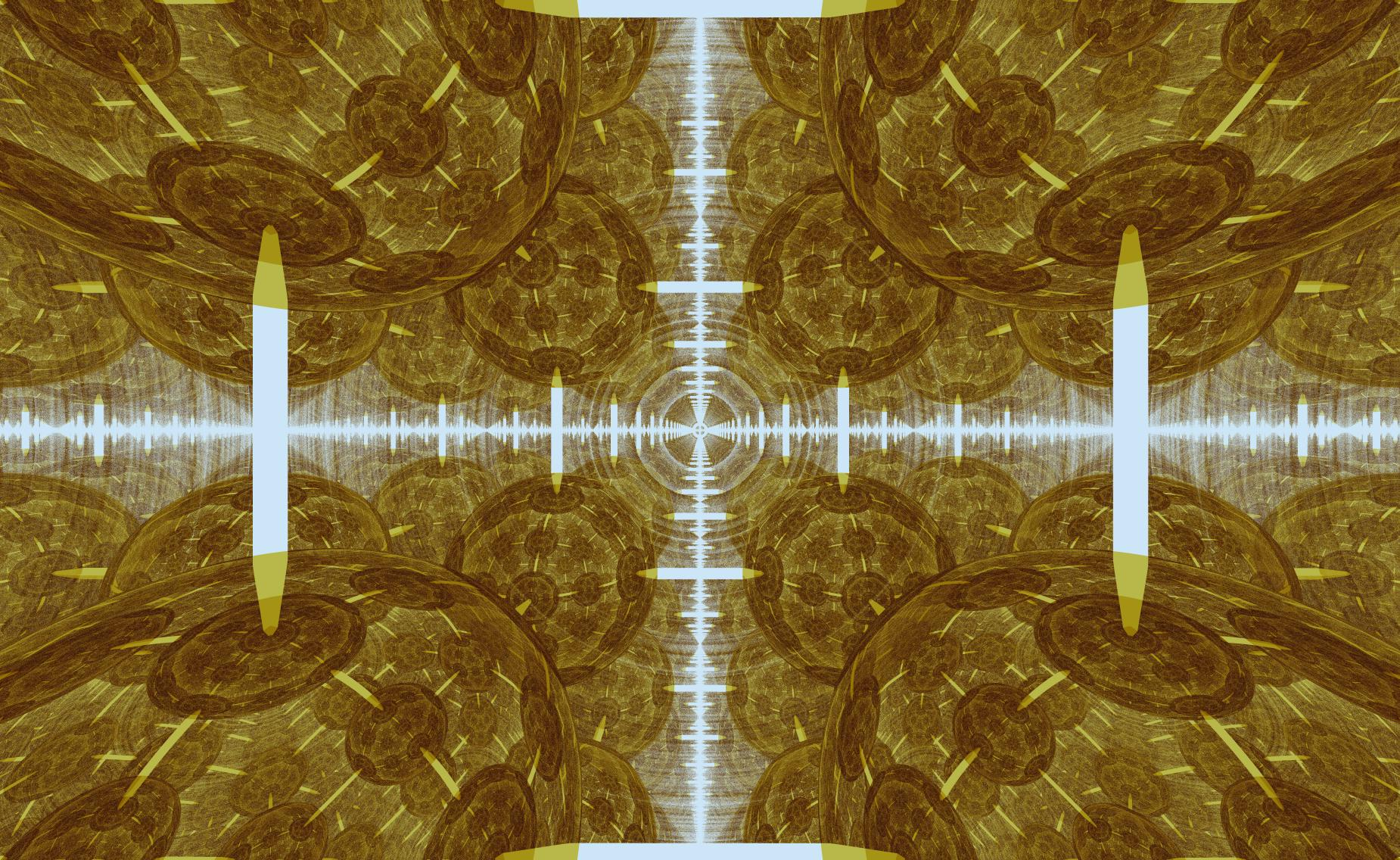
Зображення мережі Індри з кубічним розташуванням камінчиків і нескінченними відображеннями

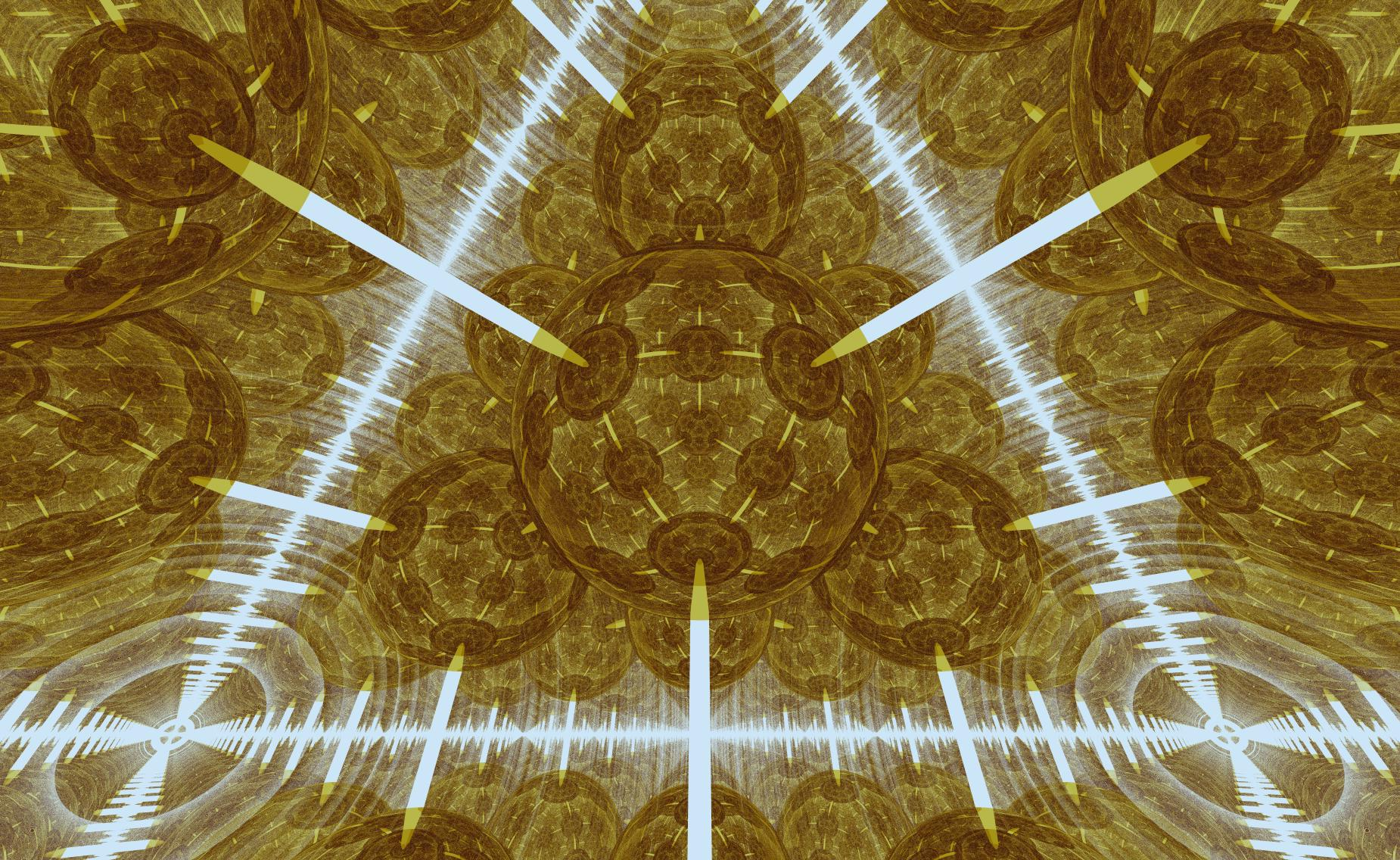
Зображення мережі Індри, центроване на камінчику

У буддизмі Махаяни, починаючи з Аватамсака-сутри (бл. 3 ст. н. е.) набув розповсюдження образ безкрайньої небесної мережі: кожний її вузол — дорогоцінний камінь, в якому відображуються всі інші частини цієї мережі. Він отримав назву Мережа Індри (Indrajāla), із вжитком для ілюстрації понять шуньята (порожнеча) та пратітья самутпада (причинна обумовленість).